# Siegfried Westerkamp
Georg Siegfried Westerkamp (* 11. August 1874 in Osnabrück; † März 1945 oder 1970) war ein deutscher Marineoffizier, zuletzt Kapitän zur See der Reichsmarine, und Manager.

## Leben
Siegfried Westerkamp trat am 16. April 1894 in die Kaiserliche Marine ein.
Als Kapitänleutnant war er von 1908 bis 1910 Admiralstabsoffizier. 1912/13 war er als Korvettenkapitän (Beförderung am 14. Oktober 1911) I. Admiralstabsoffizier des II. Geschwaders (Kiel). Ab 1914 war er bis Januar 1917 als I. Admiralstabsoffizier im Stab des Oberbefehlshabers der Ostseestreitkräfte. Anschließend war er bis Juli 1917 Kommandant des Kleinen Kreuzers Augsburg. In dieser Position erfolgte am 31. Mai 1917 seine Beförderung zum Fregattenkapitän. Im August 1917 übernahm er für ein Jahr den Minenkreuzer Bremse. Mitte Oktober 1917 konnte er beim Seegefecht bei den Shetland-Inseln gemeinsam mit dem Schwesterschiff Brummer zwischen Norwegen und Schottland die britischen Zerstörer HMS Strongbow und HMS Mary Rose sowie neun Frachter versenken. Er war bis Kriegsende Chef des Stabes beim Befehlshaber der U-Boote.
Bis 1918 wurde er u. a. mit dem Roten Adlerorden 4. Klasse mit der Krone, dem Königlichen Kronen-Orden 4. Klasse, dem Ritterkreuz des Königlichen Hausordens von Hohenzollern, dem Eisernen Kreuz I. Klasse, dem Hanseatenkreuz (Lübeck) und dem Großherzoglich Mecklenburgisches Militärverdienstkreuz 2. Klasse ausgezeichnet.
Ab März 1919 löste Westerkamp den Gründer, Fregattenkapitän d. R. Georg Freiherr von Bülow, als Vorsitzender der Marine-Offizier-Vereinigung ab. Im September 1919 trat er vom Vorsitz zurück.
Nach dem Ende des Ersten Weltkriegs betreute Westerkamp gemeinsam mit Fregattenkapitän Walter Mönch, ebenfalls Crew 1894, Marineangehörige, die als Kriegsverbrecher ausgeliefert werden sollten.
Westerkamp wurde in die Reichsmarine übernommen, wurde Chef der Flottenabteilung im Marinekommandoamt und am 21. Januar 1920 zum Kapitän zur See. Am 10. September 1920 wurde er verabschiedet. Die Verabschiedung ging mit einer Verhandlung vor dem Reichsgericht einher, welches die Ereignisse während des Kapp-Putsches aufarbeiten sollte. Ab Juni 1920 wurde gegen ihn ermittelt und Westerkamp wurde zunächst beurlaubt. Kapitän zur See Walter Förtsch, der spätere Konteradmiral Hans Quaet-Faslen und er wurden dann aber, jeder zu einem anderen Zeitpunkt, doch aus der Reichsmarine entlassen.
Westerkamp ging in die Industrie. Er wurde u. a. Vorstandsmitglied, ab Dezember 1939 alleinvertretungsberechtigt, der Hafen-Dampfschiffahrt AG (Hamburg). Ab Juli 1941 war er zusätzlich Mitglied des Aufsichtsrates der Hamburger Hochbahn.
Zum Todesdatum gibt es unterschiedliche Quellen:
- 8. März 1945[6]
- 9. März 1945 in Hamburg[8]
- 1970[9]

Am 25. September 1902 heiratete Westerkamp in Osnabrück Auguste Wilhelmine Hedwig Gosling (1879–1951).